# Luca Oyen
Luca Oyen (* 14. März 2003 in Nottingham) ist ein belgischer Fußballspieler, der beim Erstdivisionär KRC Genk unter Vertrag steht. Der Mittelfeldspieler spielte in mehreren Nachwuchs-Nationalmannschaften.

## Karriere

### Verein
Luca Oyen wurde im mittelenglischen Nottingham als Sohn belgischer Eltern geboren. Sein Vater Davy, ein ehemaliger Fußballprofi auf der Position des Abwehrspielers, stand zu diesem Zeitpunkt beim lokalen Traditionsverein Nottingham Forest unter Vertrag. Bereits im Sommer 2004 kehrte dieser mit seiner Familie nach Belgien zurück, wo er sich dem KVSK United Overpelt-Lommel anschloss Luca Oyen selbst begann in jungen Jahren bei der Genk VV mit dem Fußballsport, wechselte jedoch bereits nach kurzer Zeit in die Jugendakademie des KRC Genk. Dort erlebte er seine fußballerische Ausbildung und Mitte Mai 2020 wurde er in den Kader der ersten Mannschaft befördert. Sein Debüt in der höchsten belgischen Spielklasse gab er mit 17 Jahren am 9. August 2020 (1. Spieltag) beim 2:1-Auswärtssieg gegen den SV Zulte Waregem, als er in der 78. Spielminute für Dries Wouters eingewechselt wurde.
In der Saison 2020/21 bestritt er 20 von 40 möglichen Ligaspielen für Genk sowie ein Pokalspiel. In der nächsten Saison waren es 26 von 40 möglichen Ligaspielen, in denen er zwei Tore schoss, sowie zwei Pokalspiele und drei Spiele in der Europa League. Nach dem ersten Spiel der Saison 2022/23 fiel er bis Ende März 2023 aufgrund eines Kreuzbandrisses aus. Ungeachtet dessen wurde Mitte November 2022 sein Vertrag bis zum Ende der Saison 2026/27 verlängert. Dadurch bestritt er in der Saison 2022/23 sechs von 40 möglichen Ligaspielen für die erste Mannschaft sowie zur Wiedereingliederung zwei Spiele in der U 23-Mannschaft, die in der Division 1B spielt. In der nächsten Saison waren es 15 von 41 möglichen Ligaspielen, in denen er ein Tor schoss, sowie zwei Pokalspiele und fünf Spiele im Europapokal. Ab Mitte März 2024 fiel er erneut bis zum Saisonende wegen eines Kreuzbandrisses aus.

### Nationalmannschaft
Oyen spielte bereits für die U15-, U16-Auswahlen Belgiens. Aktuell läuft er für die U19 auf.

## Erfolge
- Belgischer Pokalsieger: 2020/21